# 贝萨妮·霍尔-朗
贝萨妮·A·霍尔-朗（英語：Bethany A. Hall-Long，1963年11月12日—）为美国政治人物，自2025年1月起担任特拉华州第75任州长。霍尔-朗是民主党人，曾于2017年至2025年担任特拉华州副州长，于2008年至2016年担任特拉华州参议员，于2002年至2008年担任特拉华州众议院议员。
霍尔-朗于2024年4月宣布参加2024年特拉华州州长选举，但在民主党初选中败给马特·迈耶。不过她在州长约翰·卡尼辞职转任威尔明顿市长后接任其职，完成了卡尼剩下的两周任期。

## 早年生活和职业生涯
霍尔-朗于1963年11月12日出生于苏塞克斯县，是特拉华州第15任州长戴维·霍尔的后裔。她与两个哥哥在农场长大，就读于印第安河高中。她获得了托马斯·杰斐逊大学的理学学士学位、南卡罗来纳医科大学的护理硕士学位以及乔治梅森大学的卫生政策和护理管理博士学位。她最初在乔治梅森大学从事教师职业，后来来到特拉华大学担任护理学教授。

## 特拉华州副州长
霍尔-朗于2016年当选特拉华州副州长，并于2017年1月17日上任。她于2017年6月帮助创建了行为健康联盟，现在担任该联盟主席。该联盟的作用是制定短期和长期计划，以解决特拉华州的药物成瘾和心理健康问题。皮尤慈善信托基金会于2018年与该联盟合作，帮助提升阿片类药物成瘾戒断的机会。2022年6月，霍尔-朗与州参议员莎拉·麦克布莱德和州众议员梅丽莎·米诺-布朗合作，从特拉华州卫生和社会服务部取得了320万美元资金，用于特拉华州首个针对孕妇和育儿妇女的成瘾住院治疗机构。她于2020年至2021年担任全国副州长协会主席。

## 特拉华州州长

### 2024年选举
2024年4月，霍尔-朗宣布竞选特拉华州州长，与纽卡斯尔县县长马特·迈耶和前特拉华州自然资源与环境控制部部长科林·奥马拉一起角逐民主党初选。她的竞选团队发现她向丈夫达纳·朗提供了超过20万美元的未公开付款，这一发现使其陷入了争议。为了应对这一丑闻，她最终修改了七年的竞选财务报告。霍尔-朗最终输给了马特·迈耶。

### 任内
尽管竞选州长失败，霍尔-朗还是于2025年1月7日成为特拉华州第75任州长，接任提前辞职转任威尔明顿市长的约翰·卡尼。预计霍尔-朗将完成卡尼的剩余两周任期，然后由迈耶接任。

## 个人生活
霍尔朗在高中时遇到了她的丈夫达纳·朗，两人于1987年结婚。达纳于1982年至1991年在美国海军服役并担任数据系统技术员。2014年10月30日，他因被人拍到拆除共和党人竖立的政治标语而被逮捕。

## 州议会选举历史
- 2000年，霍尔-朗挑战时任共和党州众议员理查德·卡斯卡特的第9选区席位，但在决选中失败。[14]
- 2002年，霍尔-朗被重新划分到第8选区，并在决选中以3,591票（60.7%）击败共和党候选人威廉·哈钦森。[15]
- 2004年，霍尔-朗在决选中以8,228票的得票数在没有对手的情况下获胜。[16]
- 在2006年决选中，霍尔-朗以5,864票（77.0%）击败共和党候选人爱德华·科拉普雷特。[17]
- 2008年，共和党籍州参议员史蒂文·阿米克退休，导致第10选区席位空缺。霍尔-朗在大选中以13,965票（64.9%）击败共和党候选人詹姆斯·韦尔丁赢得参议院席位。[18]
- 2012年，霍尔-朗在决选中以16,498票的得票数在没有对手的情况下获胜。[19]